# 저작권
저작권(著作權, copyright 카피라이트[*])은 창작물을 만든이(저작자)가 자기 저작물에 대해 가지는 배타적인 법적 권리로, 거의 대부분의 국가에서 인정되는 권리이다. 저작권은 만든이의 권리를 보호하여 문화를 발전시키는 것을 목적으로 한다. 저작권자는 법에 정하는 바에 따라 다른 사람이 복제·공연·전시·방송·전송하는 등의 이용을 허가하거나 엄금할 수 있다. 저작권은 지식 재산권의 하나로, 인격권과 재산권으로 나뉜다. 저작권의 내용은 나라마다 다르며, 국제법은 베른 협약에 바탕을 두고 있다.
저작권을 표시하기 위해 ©, (C) 또는 (c) 심볼을 이용하기도 한다.

저작권 기호. 동그라미 안에 C(copyright 머리글자)

## 저작권 제도의 논리적 근거
정신적인 노동에 의해 창조된 것에 대해서도 배타적인 권리가 인정된다는 노동이론과 창작물에 대한 권리를 부여하면 창작활동이 활성화되어 궁극적으로 사회적 이익을 얻을 수 있다는 유인이론이 저작권 제도의 근거로 받아들여지고 있다.

### 생각·표현 이분법
저작권이 발생하는 저작물은 창작적 표현물, 즉 표현 형식이며, 저작물에 담긴 내용(사상·감정—아이디어, 사실, 방법, 주제) 자체는 보호 받지 못한다. 현실적으로 생각과 표현을 구별하기는 어려운데, 저작물 종류나 내포된 아이디어 종류에 따라서도 달라진다. 학술 저작은 그 내용을 이루는 과학적 사실·진실을 표현할 방법이 한정되어 있어서, 표현을 넓게 보호하려고 하다 보면 내용 자체의 이용을 제한하게 된다. 반면, 예술적 저작은 다양하게 표현할 수 있으므로 그 표현이 상대적으로 넓게 보호되며, 예컨대 상세한 소설 줄거리 같은 것도 저작권 보호를 받는다.
생각·표현 이분법은 미국에서 오래전부터 인정받아 왔다. 일본에서도 받아들여졌고, 한국에서도 1993년에 대법원 판결로 확립되었다.
‘판권, 저작권’이라는 뜻. 무용 저작권은 처음 300여 년 동안 인정되지 않았다. 보편적으로 받아들여지는 표기 체계가 존재하지 않았던 것이다. 안무가가 자신의 작품에 대한 권리를 확립하게 된 것은 1937년 레오니드 마씬느(Léonide Massine)가 와실리 드 바질(Wassili de Basil)을 상대로 한 소송이 그 시작이었다.

## 역사
저작권은 유럽에서 발달했다. 15세기 구텐베르크가 인쇄술을 개발하면서 독자층이 확대되었다. 출판이 활발했던 이탈리아 베네치아에서는 1476년 저작권법이 만들어졌고, 영국에서는 소수에게 출판 독점권을 줬다. 1710년 영국 앤 왕 때 저작권법이 제정되어, 저작권 보호 기간이 정해지고, 기간이 지나면서 사회가 공유하게 되었다. 1886년 베른 협약이 체결되었고, 이후에도 여러 번 개정되었다. 1952년에는 베른 협약에 참여하지 않는 나라를 중심으로 세계 저작권 협약 (UCC)이 체결되었는데, 그 뒤 조약에 가맹한 나라들이 베른 협약에 가입하면서 베른 협약이 국제적으로 저작권 기본 조약이 되었다. 1996년, 세계 지재권 기구 저작권 조약(WCT)이 체결되었는데, 여기서는 인터넷 확산에 따라 제기된 전송권과 같은 것이 저작권에 더해져 베른 협약을 넓혀 나갔다. 1993년, 세계무역기구(WTO)가 출범하면서 무역 관련 지재권 협정 (트립스)이 체결되어, 지식 재산권을 무역 규범으로 만들었다.

## 범위
저작권은 인격권(moral right)과 재산권(economic right)으로 나뉜다. 저작 인격권은 공표권(저작물을 공표할 권리), 성명 표시권(스스로의 이름을 밝힐 권리), 동일성 유지권(저작물을 바꾸지 못하게 할 권리)을 아우른다. 인격권은 만든이에게만 따르며 양도·상속할 수 없다. 보통 저작권이라 하면 저작물을 이용할 권리인 저작 재산권을 가리킨다.
저작물은 지적·문화적 창작을 넓게 포괄한다. 일반적으로 소설·시·논문·강연·각본·음악·연극·무용·회화·서예·도안·조각·공예·건축물·사진·영상·도형·컴퓨터 프로그램·작곡·영화·춤·그림·지도 등이 포함된다.
저작물에는 물리적 매체 뿐만 아니라, 디지털화된 형태 역시 저작물에 해당된다. 즉 문자 형태의 어문 저작물 뿐만 아니라. 컴퓨터로 작성한 건축 설계도면, MP3와 같은 음악 저작물, DVD 영화나 비디오 같은 영상 저작물, 소프트웨어와 같은 컴퓨터 프로그램 저작물, 그 밖에 디지털화된 미술이나 사진 저작물 등이 디지털 저작권의 보호 대상이 된다.

## 권리
저작자는 저작물에 대해 법이 정하는 권리를 가진다. 일반적으로 다음과 같은 권리를 가진다.
- 복제(인쇄·녹음·녹화), 공연(상연·연주·연술·상영), 공중 송신(방송)
- 전시, 배포(양도·대여)
- 개작(번역·번안·편곡·각색), 편집

저작권과는 별도로, 저작물을 실연하거나 음반으로 만들거나 방송한 이는 그 실연·음반·방송에 대해 일정한 권리를 갖는데 이를 저작 인접권이라 한다.

## 저작물 이용
저작권이 있는 저작물은 저작 재산권자에게 허락을 받아 이용하여야 하며, 허락(License 라이선스[*])을 받으면 그 허락 조건에 따라 이용할 수 있다. 권리자가 허락 조건을 미리 명시해 놓은 경우에는 따로 허락을 받지 않아도 그 조건에 따라 이용할 수 있다. 예를 들어, 위키백과에 실린 글은 크리에이티브 커먼즈 라이선스(CCL)에 따라 자유롭게 이용할 수 있다.
공동 저작물은 저작권자가 모두 합의해서 행사한다. 저작권이나 인접권은 관리 단체에서 권리자를 대신해 관리할 때가 많다. 일정한 조건 하에선 저작 재산권이 제한되어, 허락을 받지 않고도 저작물을 이용할 수 있다. 공정 이용 조건에는 인용, 보도, 학교, 도서관, 사적 이용 같은 것이 있다. 이때 해당 저작물을 지나치게 이용해서는 안 되며, 세세한 이용 조건은 나라마다 다르다.

## 일부 제한과 예외 (공정한 이용)
저작권이 일부 제한되는 경우는 나라별로 다르다. 공정 이용은 저작물을 별도 허락 없이 이용할 수 있는 경우이다.
또한 사실 자체와 사실을 전달하는 시사 보도 등은 저작권으로 보호 받는 대상이 아니다.
법령, 고시·훈령, 판결과 같은 정부 저작물도 공공의 재산이므로 저작권이 없을 수 있다.

## 발생과 소멸
저작권은 저작물을 만들고, 객관화해 밖으로 표현함과 동시에 저절로 생긴다. 베른 협약은 "무방식주의"라서 저작물을 따로 등록하거나 저작권을 © 기호 등으로 표시하지 않아도 된다. 영미 법계에선 저작이 유형물에 고정돼야 하며, 한국 등 대륙 법계에선 고정되지 않아도 된다.
저작 재산권은 일정 기간 동안 사라지지 않는다. 베른 협약은 만든이가 죽은 뒤에 적어도 50년까지 보호하도록 하고 있다. (상속인이 없으면 소멸) 현재 50년까지 보호하며, 미국은 50년이었으나 70년으로 늘렸다. 대한민국의 경우 한미 자유 무역 협정(FTA) 체결에 따라, 2011년 저작권법 개정을 통해 2013년 7월부터 보호기간을 70년으로 늘렸다. 여기서 중요한 점은 기존의 저작물이 2013년 6월 30일까지 저작권이 70년으로 소멸되지 않았을 경우 70년의 보호기간을 적용받는다는 것이다.
저작자는 자기 재산권을 임의로 처리할 수 있으므로, 저작 재산권은 유무상으로 양도할 수 있고, 상속도 가능하다.
저작 인격권은 상속되지 않지만, 저작자가 죽은 뒤에도 일부 존속한다. 존속 기간은 재산권 보호 기간보다 길며, 이는 나라마다 다른데, 기한을 두지 않고 보호되기도 한다. 저작권은 시효가 만료되면 그 권리가 없어지며, 그 전에 저작자가 스스로 권리를 포기할 수도 있다.

## 저작권 침해
저작자 명예를 훼손하거나 저작물 또는 그와 "실질적으로 유사한" 표현물을 허락 없이 이용하면 저작권을 침해하는 것이다. 저작권을 침해하면 피해자에게 민사상 손해 배상 책임을 지며, 형사 처벌을 받을 수도 있다.

## 비판과 논란
저작권을 보호하려는 기업과 이용자들 사이에 갈등이 커지고 있다. 리처드 스톨만은 1990년대에 카피레프트(Copyleft) 운동을 제창하여 소프트웨어와 저작물은 공유되어야 한다고 주장했다. 카피레프트는 저작권 체제 하에서 저작물을 자유롭게 이용하는 것을 허락함으로써 저작권을 공유하는 효과를 낳는다.
저작물을 자유롭게 이용하도록 허락하는 표준 약관에는 다음과 같은 것이 있다.
- GNU 일반 공중 사용 허가서(GPL)
- GNU 자유 문서 사용 허가서(FDL)
- 크리에이티브 커먼즈 이용 허락(CCL)
- 정보 공유 라이선스
- 자유 문서(Free Contents)

1980년대, 1990년대 미국의 국제적인 시민단체 전자 프런티어 재단(EFF)은 활동가 존 페리 바를로를 중심으로 저작물 교환의 합법화운동 등 법률의 전반적인 개정 운동을 벌이기도 했다.
2006년 파이럿베이 사건으로 설립된 스웨덴 해적당을 필두로 한 해적당 인터내셔널과 독일 해적당은 기술진보에 따라 디지털로 작성된 저작물의 자유로운 복사가능성이 현실이 되었다고 인정하고 “저작물에 대한 일반적 접근 기회로 받아들이고 활용해야한다”는 주장을 펼치고 있다. 또한 이들은 개인적인 용도의 복사와 파일공유의 범죄화를 끝낼 것을 요구하고 있다. 해적당에 따르면 저작권법의 제약이 없다면 효과적으로 지식의 유통이 이루어진다고 본다. 이들은 소비자 적대적인 디지털 권리 관리(Digital rights management, DRM)같은 복제 방지장치를 없애야한다고 주장하고 있다. 해적당은 선거구호로“모든이의 지식에 대한 접근”을 사용한 바도 있다.
경제학자 미켈레 볼드린(Michele Boldrin)과 데이빗 케이 레빈(David K. Levine)은 캠브리지 대학 출판사의 새로운 책 '지적 독점에 대항하여(Against Intellectual Monopoly)'을 통해 특허 및 저작권 시스템이 시장에 발명품이 진입하지 못하게 막고 있다고 비판했다. 공공정책의 관점에서 볼 때 특허법과 저작권법 폐지를 주장한 것이다. 레빈과 볼드린은 인터넷에서 음악을 다운로드했다고 고소당한 학생들과 특허소지자가 생산한 값비싼 의약품을 구입할 수 없어서 죽어가는 아프리카의 AIDS 환자들을 특허 및 저작권 시스템의 실패사례로 지적했다.
2018년 6월 20일 유럽연합 의회 법무위원회가 인터넷 상의 저작물 공유를 제한하는 법률을 승인해 논란이 되고 있다. 해당 초안 13항에 따르면 용도에 상관없이 저작권이 있는 콘텐츠의 사용하거나 재배포하면 안 된다. 이러한 행위를 허용하는 플랫폼도 처벌받게 된다. 또한 링크를 통해 공유를 하면 저작권자에게 비용을 지급하게 하는 '링크 택스'도 있다. 이에 대해 구글 부사장, 월드 와이드 웹 창시자 팀 버너스 리 등 여러 정보기술 업계 지도자들은 "인터넷의 미래에 대한 위협"이라고 비판했다.

## 나라별 저작권법

### 대한민국
이 법은 저작자의 권리와 이에 인접하는 권리를 보호하고 저작물의 공정한 이용을 도모함으로써 문화 및 관련 산업의 향상발전에 이바지함을 목적으로 한다.— 저작권법 1조

대한민국의 저작권법에 따르면, 사진, 회화, 디자인, 영화, 드라마, 게임, 소프트웨어, 만화, 광고, 뮤직비디오, 음악, 가사, 글 등 개인이나 단체, 기업에서 만든 모든 창작물은 저작권을 가지게 된다. (저작권법 제4조 · 제8조 · 제9조)

#### 2009년 저작권법 강화
2009년 한나라당에서는 사이버모욕죄 도입 추진과 함께 저작권법 강화 방안을 발표하였다. 하지만 처벌과 규제 대상이 너무 광범위하고 개인 표현의 자유 침해 논란까지 불거져 혼란이 가속되고 있으며, 국회의원들의 홈페이지중 83.9%가 저작권법 위반행위에 해당되었고, 정부 기관 홈페이지의 61%가 역시 저작권법 위반에 해당되는 등 정부 당국자들도 거의 알지 못 할 정도로 제대로 된 홍보나 토론도 되지 않은 가운데 시행되었다는 비판이 제기되고 있으며, 저작권법 개정을 추진했던 국회의원들의 홈페이지에 비난글이 쏟아지는 가운데, 한나라당 나경원의원은 미니홈피에 올렸던 저작권법 위반에 해당되는 그림에 대하여 비난을 받고 사과문을 올리기도 했다.

#### 공정 이용과 대책
2011년 영리적인 목적을 가지지 않은 인터넷 사용자들이 인터넷 정보 공유를 보다 활발히 할 수 있게 하고, 저작권법에 의한 표현의 자유를 침해 당하지 않는 "공정 이용"을 허용하는 한미자유무역협정의 지적재산권관련 이행법을 제정하였다.
또한 정부는 표현의 자유의 침해 우려 등 비난이 거세지자 "저작권법 개정은 헤비업로더를 처벌하기 위한 목적"이라며 일반적인 인터넷 이용자들은 이전과 똑같이 이용할 수 있다고 강조하였다. 하지만 당국의 단속 대상이 아닌 경우라 하더라도, 다른사람의 사진이나 글 등을 인터넷에 무단으로 올리는 등의 사소한 저작권법 위반행위에 대하여도 법무법인에 의하여 무차별적인 고소고발을 당하는 등 법적인 분쟁에 휘말릴 수 있기 때문에 네티즌들의 우려는 가시지 않고 있다.

#### 2016년 저작권법 개정
2016년 3월, 저작권법이 일부 개정되었으며, 2016년 9월 23일에 개정된 저작권법이 시행되었다. 2016년 9월 23일, 대한민국에서 개정된 저작권법이 시행되었다.

#### 불법 음란물도 저작권 인정
'저작권법의 보호대상이 되는 저작물이란 (중략) '창작적인 표현형식'을 담고 있으면 족하고, 표현되어 있는 내용 즉 사상 또는 감정 자체의 윤리성 여하는 문제 되지 아니하므로, 설령 내용 중에 부도덕하거나 위법한 부분이 포함되어 있다 하더라도 저작권법상 저작물로 보호된다.(대법원 2015. 6. 11. 선고 2011도10872 판결)'

### 미국
미국은 50년간의 저작권보호기간을 1998년 "저작권보호기간연장법"(SonnyBono Copyright Term Extension Act)에 의해 우리나라와는 다르게 일괄적으로 70년으로 연장되었다.
업무상 저작물에 대해서는 공표기준으로 95년 또는 창작후120년중 빠른기간이 도래하는 것을 따르게된다.
이러한 기존 저작물을 포함한 일괄적 저작권20년 연장의 내용을 담는 "저작권보호기간연장법"(미국하원의원 소니 보노의 이름을 인용해 "소니보노법"이라고도 한다.) 은 헌법상 "언론출판의 자유"를 위반한 것인지 여부"에 대한 위헌심사가 제기되었었던 논란의 여지가 많았던 사안이다.
그러나 미국은 한편 개별적인 저작권의 효력제한사유 이외에도 포괄적인 효력제한사유인‘공정이용’을 명문으로 규정하고 있다 (미국 저작권법 제107조)
이러한 제도상의 균형 장치는 저작권보호의 수혜자가 저작권을 양수한 제3자가 될 수 있는 경우와 일반 공중의 혜택 수혜와의 이익형량 문제 그리고 기술발전에 따른 저작권의 침해우려등이 다각적으로 고려되는 상황을 잘나타내고 있다.
국제법상 국제협약으로는
1. 세계저작권협약
2. 제네바음반협약
3. 베른협약
4. WTO 협정
5. 세계지적재산권기구 저작권 조약
6. 세계지적재산권기구 실연및음반 조약
7. 그 밖에 미국이 당사자인 저작권 조약

을 동법 "제1장 저작권의 보호대상과 범위 제101조 정의"에서 거론하고있다..

### 베른협약
국제법상의 일반적이고 기본적인 저작권 보호기간 50년은 1886년 스위스 베른에서 체결된 베른협약에 준하고있다.
문학·예술적 저작물의 보호를 위한 베른 협약은 저작권 보호에 관한 기본 조약이다. 그러나 개별국은 특별하게 추가적인 저작권보호기간을 갖기도 한다.

## 저작권의 보호기간
일반적으로 개인이 창작자인 저작물은 저작자의 생존 기간 동안 및 그의 사망 후 70년간 보호된다. 그러나 개인이 창작자인 저작물이더라도 창작자의 본명을 쓰지 않고 예명 등을 표시하여 공표하는 이명(異名)저작물이나 아무런 이름도 표시하지 않고 공표하는 무명(無名)저작물은 공표한 때로부터 50년(2013년 7월 1일부터 70년)간만 보호된다. 개인이 창작자가 아니라 법인·단체·기관 등(이하 ‘법인 등’이라 한다)이 창작자가 되는 단체명의저작물 역시 공표한 때로부터 50년(2013년 7월 1일부터 70년)간 보호된다. 또한, 영상저작물은 창작자가 개인인지 법인 등인지를 불문하고 공표한 때로부터 50년(2013년 7월 1일부터 70년)간 보호된다.
또한  자칫 혼동하기쉬운점으로는 2013년6월30일에 저작물의 저작권이 50년으로 소멸되지 않는다면 70년의 보호기간을 적용받는다는 것이다. 따라서 예를 들면 1963년도에 창작물로 저작권이 발생했다면 2013년도에 저작권이 소멸하는 것이 아니라 2033년에 저작권이 소멸되어 퍼블릭 도메인이 되는 경우이다.
한편 보호기간이 만료되어 퍼블릭 도메인이된 허락 없이 이용가능한 저작물은 공유마당(gongu.copyright.or.kr)에서 확인가능하다.

## 저작권법 위반과 규제
한편, 저작권 침해와 관련된 형사 제재는 친고죄로서 저작권자로부터 고소가 있어야 한다. 다만, 영리를 목적으로 또는 상습적으로 저작권을 침해한 자, 업으로 또는 영리 목적으로 기술적보호조치 무력화, 권리관리정보 제거 등을 한 자, 저작권 허위등록, 저작자가 아닌 자의 저작자 표시, 저작자 사후의 저작인격권 침해, 무허가 저작권위탁관리업 운영 등의 경우에는 비친고죄이다. 또한 프로그램의 저작권의 침해하여 만들어진 프로그램의 복제물을 그 사실을 알면서 취득한 자가 이를 업무상 이용하는 경우에는 피해자의 명시적 의사에 반하여 처벌하지 못하는 반의사불벌죄이다.
따라서, 저작권자는 그 권리를 침해하는 자에 대해서 침해가 현재 이루어지고 있는 경우 침해의 정지를 청구하거나, 침해가 예상되는 경우 침해의 예방 또는 손해배상의 담보 및 침해행위에 의하여 만들어진 물건의 폐기나 그 밖에 필요한 조치를 청구할 수 있다

## 유사한 말
판권은 저작권의 옛 이름으로 일본에서 비롯한다. 일본은 처음 저작권 개념을 들여오면서 "판권"으로 번역해 쓰다가, 1899년 판권법을 저작권법으로 바꾸면서 용어를 바꿨다.
현재는 대한민국 내에서 판권은 출판권의 준말로 쓰인다. 출판의 권리를 의미하는 출판권은 저작 재산권의 일부로서, 저작물을 인쇄해 발행(복제·배포) 할 수 있는 권리이다.

## 같이 보기
- 저작물
- 저작권 침해
- 상표
- 특허
- 카피레프트
- 해적당
- 워터마크
- 디지털 워터마킹
- 퍼블릭 도메인
- 공정 이용
- 부가 판권 시장